# أوجيني أميرة اليونان والدنمارك
أوجيني أميرة اليونان والدنمارك (بالفرنسية: Eugénie de Grèce)‏ (10 فبراير 1910 - 13 فبراير 1989) كانت الطفلة الصغرى والوحيدة لجورج أمير اليونان والدنمارك وزوجته الأميرة ماري بونابرت.